# Здремби
Здремби (пол. Zdręby) — село в Польщі, у гміні Бакалажево Сувальського повіту Підляського воєводства.
Населення — 100 осіб (2011).
У 1975-1998 роках село належало до Сувальського воєводства.

## Демографія
Демографічна структура станом на 31 березня 2011 року:
|          | Загалом | Допрацездатний вік | Працездатний вік | Постпрацездатний вік |
| -------- | ------- | ------------------ | ---------------- | -------------------- |
| Чоловіки | 46      | 8                  | 34               | 4                    |
| Жінки    | 54      | 12                 | 33               | 9                    |
| Разом    | 100     | 20                 | 67               | 13                   |